# Colcannon
Il colcannon è un piatto irlandese di umili origini ottenuto mischiando della purea di patate con del cavolo cappuccio o del cavolo riccio.

## Etimologia
L'origine della parola colcannon non è chiara. La prima sillaba "col" deriva forse dall'irlandese cál, che significa "cavolo". La seconda sillaba potrebbe provenire invece da ceann-fhionn, che significa "testa bionda (di un cavolo)". Secondo altre ipotesi, colcannon avrebbe dei legami con cawl cennin, che si riferisce a una tipica zuppa di porri irlandese e gallese.

## Caratteristiche
Il colcannon è un alimento semplice composto da patate, burro, latte e cavolo cappuccio o cavolo riccio. Il piatto può anche contenere cipolle, erba cipollina, e laverbread (un prodotto ricavato dall'alga aonori). Esistono inoltre delle varianti regionali del piatto. Il colcannon viene spesso consumato con un contorno composto da carne di maiale (prosciutto bollito, maiale salato o back bacon), ed è ideale da consumare con il corned beef.

## Alimenti simili
Sempre in Irlanda è popolare il champ, che differisce dal colcannon per la presenza degli scalogni al posto del cavolo.

## Nella cultura
Una tradizione irlandese di Halloween consiste nel servire del colcannon all'interno del quale vi sono nascosti dei piccoli oggetti, fra cui un anello, un ditale, degli oggetti di valore come, ad esempio, delle monetine da tre o sei penny, un bastoncino (indicante un matrimonio infelice), o un pezzo di straccio (che simboleggia una vita di povertà).